# Johann Joachim Becher
Johann Joachim Becher (Espira, Alemania, 6 de mayo de 1635-Londres, octubre de 1682) fue un físico, alquimista, precursor de la química, erudito y aventurero alemán.

## Biografía
Su padre, un sacerdote luterano, murió cuando era pequeño, y dejó una viuda y tres hijos. A los trece años, Becher se hizo responsable de sí mismo y de su familia. Aprendió y realizó pequeños trabajos de artesanía y dedicó sus noches al estudio. En 1654, a los diecinueve años, publicó una edición de Salzthal’s Tractatus de lapide trismegisto; a la cual siguió la publicación de Metallurgia, en 1660 y de su Character pro notitia linguarum universali, en 1661. En este último expone 10 000 palabras que pueden usarse como una lengua universal. En 1663 publicó Oedipum Chemicum y un libro sobre animales, plantas y minerales, Thier- Kräuter- und Bergbuch.

## Un viajero erudito
En 1657, fue nombrado profesor de medicina en la Universidad de Maguncia y médico personal del arzobispo elector. En 1666, fue nombrado concejal de comercio (Commerzienrat) en Viena, donde se granjeó el poderoso respaldo de Albrecht, conde Zinzendorf, primer ministro y gran consejero del emperador Leopoldo I de Habsburgo. Enviado por el emperador en una misión a Holanda, escribió en diez días su Methodus Didactica, al que siguieron el Regeln der Christlichen Bundesgenossenschaft y el Politischer Discurs von den eigentlichen Ursachen des Auf- und Abnehmens der Städte, Länder und Republiken. Ya en 1669 publica Physica subterranea, el mismo año que fue elegido para formar parte de la expedición de Hanau, en un proyecto para colonizar una vasta zona entre el Orinoco y el Amazonas.
Mientras tanto, fue nombrado médico del elector de Baviera, pero en 1670 regresó a Viena para aconsejar sobre la creación de una fábrica de seda, y propuso formar una gran compañía para comerciar con los Países Bajos a través de un canal que uniera el Rin y el Danubio.
En 1678, viajó a Gran Bretaña para visitar las minas de Escocia a petición del príncipe Ruperto del Rin. Después, fue a Cornualles con el mismo propósito y estuvo un año allí. A comienzos de 1680, presentó un escrito ante la Royal Society, en el que intentaba privar a Christiaan Huygens del honor de aplicar el péndulo como medida del tiempo. En 1682, volvió a Londres, en donde escribió Chymischer Glücks-Hafen, Oder Grosse Chymische Concordantz Und Collection, Von funffzehen hundert Chymischen Processen. Murió en octubre de ese mismo año.

## Teoría del flogisto
Becher fue el padre de la teoría del flogisto, que él concibió como principio de inflamabilidad: supuso que, cuando una sustancia arde, otra sustancia, la terra pinguis ("tierra crasa"), se libera. A partir de esta idea, Georg Ernst Stahl postuló la teoría del flogisto (término este último que en griego significa "hacer arder").